# Мария Юлиана фон Золмс-Лих
Мария Юлиана фон Золмс-Лих (на немски: Maria Juliana von Solms-Lich; * 28 май 1559; † 27 септември 1622, Фалкенщайн) е графиня на Золмс-Лих и чрез женитби господарка на Шьонбург-Глаухау-Валденбург в Саксония и графиня на Даун-Фалкенщайн.

## Произход
Тя е голямата дъщеря на (най-голямото дете) на граф Ернст I фон Золмс-Лих (1527 – 1590) и съпругата му графиня Маргарета фон Золмс-Браунфелс (1541 – 1594), дъщеря на граф Филип фон Золмс-Браунфелс (1494 – 1581) и съпругата му графиня Анна фон Текленбург (1510 – 1554), дъщеря на Ото VIII фон Текленбург († 1534).
Мария Юлиана умира на 63 години на 27 септември 1622 г. във Фалкенщайн и е погребана в манастир Мариентал.

## Фамилия
Първи брак: на 14 март 1576 г. в Глаухау с Ханс Хойер, господар на Шьонбург, Глаухау и Валденбург (* 11 март 1553; † 15 октомври 1576), син на Георг I фон Шьонбург-Глаухау (1529 – 1585) и Доротея Ройс-Плауен (1523 – 1572). Той умира на 23 години в Планиц, Цвицкау. Баркът е бездетен.
Втори брак: на 19 септември 1579 г. в Лих с граф Себастиан фон Даун-Фалкенщайн-Оберщайн († 1604/ 21 октомври 1619, Винвайлер), най-големият син на граф Йохан фон Даун-Фалкенщайн († 1579) и Урсула фон Залм-Кирбург († 1601). Бракът е бездетен.

## Галерия
- Замък Фалкенщайн (Пфалц)
- Дворец Оберщайн
- Герб на Даун-Фалкенщайн